# Salbia grisealis
Salbia grisealis is een vlinder uit de familie van de grasmotten (Crambidae), uit de onderfamilie van de Spilomelinae. De wetenschappelijke naam van deze soort is voor het eerst voorgesteld als Sylepta grisealis door George Francis Hampson in een publicatie uit 1918.
De spanwijdte bedraagt 32 millimeter.
De soort komt voor in Peru.